# Estero Hueicolla
El estero Hueicolla es un curso natural de agua que nace en las laderas occidentales de la cordillera de la Costa de la Región de Los Ríos y fluye hasta desembocar en el océano Pacífico.

## Trayecto
Su cuenca limita al norte con la del río Colún y al sur, principalmente, con la del río Bueno.

## Historia
Luis Risopatrón lo describe en su Diccionario Jeográfico de Chile de 1924:: 405 
Hueicolla (Rio de) 40° 09' 73° 35'. Nace en las faldas W de la cordillera de La Costa, corre hácia el W con poco caudal i se vácia en la ribera de la caleta de aquel nombre; es inaccesible para botes desde el Océano. 1, VIII. p. 183; i 61, XXXV, p. 34 i 62; i estero en 156; i riachuelo Guaicoya en 155, p. 291.